# هيمبسال الأول
هيمبسال الأول (توفي 117 ق م) كان ملك مملكة نوميديا في النصف الأول من القرن الأول قبل الميلاد. وهو ابن الملك ميسيبسا.